# L'Étoffe de la réalité
 (juin 2016).
L'Étoffe de la réalité (titre original en anglais : The Fabric of Reality) est un ouvrage grand public du physicien israélo-britannique David Deutsch.

## Contenu
Dans cet ouvrage il présente comme étant des « fils qui permettent de tisser « l'étoffe de la réalité » les quatre "piliers" suivants, :
- la mécanique quantique (Hugh Everett)
- la théorie de l'évolution (Charles Darwin, Richard Dawkins)
- la théorie de la calculabilité (Alan Turing)
- la théorie de la connaissance (Karl Popper)

Les chapitres en sont : 
1. Théorie du tout : ce qu'il faut en attendre ou non
2. Comment nous devons supposer l'existence d'univers parallèles
3. la Résolution de problèmes : Conjecture, critique et réfutation
4. Critère de « réalité »
5. la Réalité virtuelle, phénomène déjà existant dans la nature
6. Limites de la calculabilité
7. Conversation sur l'inductivisme
8. Vie, pensée, et structuration de l'univers
9. Ordinateurs quantiques
10. Nature des mathématiques
11. le Temps, premier concept quantique
12. Physique quantique et voyage dans le temps
13. Les quatre théories de base
14. Du bon usage de l'univers comme outil de calcul